# Myxillidae
Famille
Les Myxillidae forment une famille de spongiaires de l'ordre Poecilosclerida vivant en eau de mer.

## Liste des genres
Selon World Register of Marine Species (24 mai 2016) :
- genre Damiriopsis Burton, 1928
- genre Ectyonopsis Carter, 1883
- genre Hymenancora Lundbeck, 1910
- genre Melonanchora Carter, 1874
- genre Myxilla Schmidt, 1862
- genre Plocamiancora Topsent, 1927
- genre Psammochela Dendy, 1916
- genre Stelodoryx Topsent, 1904